# Athena-Fidus
Athena-Fidus (acronimo di Access on theatres for European  nations allied forces-French Italian dual use satellite) è un satellite militare franco-italiano costruito per fornire servizi di telecomunicazioni a banda larga via satellite alle forze militari e a quelle di difesa civile dei due paesi. Il satellite è stato sviluppato da Thales Alenia Space sotto la supervisione del Centre national d'études spatiales, della Direction générale de l'Armement e dell'Agenzia Spaziale Italiana ed è in grado di integrarsi nella rete di satelliti francesi Syracuse III. Il satellite pesa circa 3 tonnellate, è stato portato in orbita geostazionaria nel 2014 e ha una durata di vita prevista di 15 anni.

## Costruzione
Il contratto per la realizzazione del satellite è stato assegnato a Thales Alenia Space nel febbraio 2010 per 280 milioni di euro e comprendeva anche il lancio e la stazione di terra. Il satellite è basato sulla piattaforma Spacebus 4000B2 sviluppata presso il Centre spatial de Cannes - Mandelieu.

## Lancio
Il lancio è avvenuto il 6 febbraio 2014 con un vettore Ariane 5 ECA. Dopo un periodo di prove in orbita, il satellite è diventato operativo il 14 marzo 2014.

## Strumenti
Anche se il satellite è frutto di una collaborazione internazionale, ogni paese ha una parte del carico utile. Athena-Fidus è in grado di fornire una banda criptata con una velocità di trasmissione massima di 3 Gbit/s nella banda Ka. Sono presenti 14 antenne, di cui 7 mobili, delle quali 5 appartengono alla Francia e 2 all'Italia. Il sistema consente di comunicare con le stazioni di terra mobili e anche assicurare il collegamento con gli aeromobili a pilotaggio remoto.